# Hydrophis cyanocinctus
Espèce
Synonymes
- Hydrophis cyanocincta Daudin, 1803
- Leioselasma cyanocincta (Daudin, 1803)
- Leioselasma striata Lacépède, 1804
- Hydrophis chittal Rafinesque, 1817
- Hydrophis subannulata Gray, 1849
- Hydrophis aspera Gray, 1849
- Hydrophis westermani Jan, 1859
- Hydrophis trachyceps Theobald, 1868
- Hydrophis crassicollis Anderson, 1871
- Hydrophis tuberculatus Anderson, 1871
- Hydrophis tenuicollis Peters, 1873
- Hydrophis taprobanica Haly, 1887
- Hydrophis phipsoni Murray, 1887

Statut de conservation UICN

 LC  : Préoccupation mineure
Hydrophis cyanocinctus ou Hydrophide à bandes bleues est une espèce de serpents marins de la famille des Elapidae. Il représente un réel danger pour les êtres humains.

## Répartition
Cette espèce se rencontre dans le nord de l'océan Indien et l'Ouest du océan Pacifique dans les eaux des Émirats arabes unis, du Sultanat d'Oman, de l'Iran, du Pakistan, de l'Inde, du Sri Lanka, du Bangladesh, de la Birmanie, de la Thaïlande, de la Malaisie, du Viêt Nam, de la Chine, de Taïwan, du Japon, de Corée, des Philippines, de l'Indonésie, de la Papouasie-Nouvelle-Guinée et des Salomon.
Elle vit dans les mangroves, les eaux peu profondes et traverse les bancs de sable des estuaires.

## Description

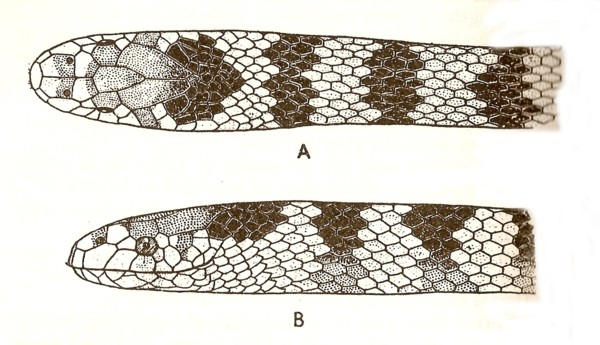
Tête dHydrophis cyanocinctus

Hydrophis cyanocinctus mesure jusqu'à 275 cm. Cette espèce présente une coloration variable essentiellement en ce qui concerne les rayures. Sa face dorsale est jaune vert pâle ou grisâtre et sa face ventrale est blanchâtre. Des rayures bleu nuit ou noire peuvent soit :
- encercler le corps tout en étant plus large sur le dos ;
- encercler le corps tout en étant de largeur homogène ;
- plus large sur le dos puis allant en diminuant pour disparaître au niveau des flancs.

Sur la partie postérieure du corps les rayures sont plus larges que l'espace les séparant. Elles ont tendance à devenir moins marquée avec l'âge.
C'est un serpent marin venimeux qui vit à une profondeur supérieure à 10 m. Il chasse en eaux troubles principalement la nuit et il détecte ses proies avec son détecteur de mouvement plutôt que par la vue.  Il se nourrit essentiellement d'anguilles, en particulier d'anguilles de jardins et d'autres poissons longiformes incluant des murènes et de multiples gobies, des poissons grenouilles et aussi de crustacés .
L'hydrophide à bandes bleues est un serpent vivipare : la femelle accouche de 3 à 6 petits serpenteaux mesurant environ 40 cm.

## Venin
L'hydrophide à bandes bleues est un serpent dangereux pour l'homme. Il est attiré  par la lumière de quais et des bateaux et, chaque année, on dénombre de nombreuses morsures mortelles à son actif.

## Étymologie
Son nom d'espèce, du latin cyano, « bleu », et cincta, « ceint, qui porte une ceinture », lui a été donné en référence à sa livrée.

## Publication originale
- Daudin, 1803 : Histoire Naturelle, Générale et Particulière des Reptiles; ouvrage faisant suit à l'Histoire naturelle générale et particulière, composée par Leclerc de Buffon; et rédigee par C.S. Sonnini, membre de plusieurs sociétés savantes, vol. 7, F. Dufart, Paris, p. 1-436 (texte intégral).